# European Travel Information and Authorization System
 (mai 2022).
La mise en forme du texte ne suit pas les recommandations de Wikipédia : il faut le « wikifier ».
Les points d'amélioration suivants sont les cas les plus fréquents. Le détail des points à revoir est peut-être précisé sur la page de discussion.
- Les titres sont pré-formatés par le logiciel. Ils ne sont ni en capitales, ni en gras.
- Le texte ne doit pas être écrit en capitales (les noms de famille non plus), ni en gras, ni en italique, ni en « petit »…
- Le gras n'est utilisé que pour surligner le titre de l'article dans l'introduction, une seule fois.
- L'italique est rarement utilisé : mots en langue étrangère, titres d'œuvres, noms de bateaux, etc.
- Les citations ne sont pas en italique mais en corps de texte normal. Elles sont entourées par des guillemets français : « et ».
- Les listes à puces sont à éviter, des paragraphes rédigés étant largement préférés. Les tableaux sont à réserver à la présentation de données structurées (résultats, etc.).
- Les appels de note de bas de page (petits chiffres en exposant, introduits par l'outil «  Source ») sont à placer entre la fin de phrase et le point final[comme ça].
- Les liens internes (vers d'autres articles de Wikipédia) sont à choisir avec parcimonie. Créez des liens vers des articles approfondissant le sujet. Les termes génériques sans rapport avec le sujet sont à éviter, ainsi que les répétitions de liens vers un même terme.
- Les liens externes sont à placer uniquement dans une section « Liens externes », à la fin de l'article. Ces liens sont à choisir avec parcimonie suivant les règles définies. Si un lien sert de source à l'article, son insertion dans le texte est à faire par les notes de bas de page.
- La présentation des références doit suivre les conventions bibliographiques. Il est recommandé d'utiliser les modèles {{Ouvrage}}, {{Chapitre}}, {{Article}}, {{Lien web}} et/ou {{Bibliographie}}. Le mode d'édition visuel peut mettre en forme automatiquement les références.
- Insérer une infobox (cadre d'informations à droite) n'est pas obligatoire pour parachever la mise en page.

Pour une aide détaillée, merci de consulter Aide:Wikification.
Si vous pensez que ces points ont été résolus, vous pouvez retirer ce bandeau et améliorer la mise en forme d'un autre article.
Le European Travel Information and Authorisation System (ETIAS ; en français : « Système européen d'autorisation et d'information concernant les voyages ») est un système d'autorisation et de visa électronique de l'Union européenne pour les visiteurs exemptés de visa voyageant vers un des États membres de l'Union européenne ou vers l'espace Schengen (y compris les pays de l'AELE et Chypre), à l'exception de l'Irlande, qui détient le statut de membre de la Zone commune de voyage de l'Europe du Nord-Ouest.
Elle est semblable à d'autres autorisations de voyage électroniques, telles que l'ESTA aux États-Unis ou l'Autorisation de voyage électronique (AVE) au Canada.
L'autorisation de voyage ETIAS sera requise pour voyager dans l'espace Schengen ainsi et à Chypre. L'Irlande, pourtant membre de l'UE, ne participera pas dès sa mise en œuvre au système ETIAS, mais pourrait le rejoindre dans le futur. L'exemption de visa ETIAS devrait entrer en vigueur en 2024,,,. Une période de grâce de 6 mois est prévue pour permettre aux voyageurs éligibles de se familiariser avec le nouveau système.

## Historique
L'idée d'un système d'autorisation de voyage électronique a été proposée pour la première fois par la Commission européenne en 2016. La création du système ETIAS a été formellement établie par le règlement (UE) 2018/1240 du Parlement européen le 12 septembre 2018.

## Champ d'application
L'ETIAS sera exigée aux ressortissants de pays tiers exemptés de visa (Annexe II), hormis ceux des micro-États européens d'Andorre, de Monaco, de Saint-Marin et de la Cité du Vatican, et de l'Irlande.
| - Albanie - Antigua-et-Barbuda - Argentine - Australie - Bahamas - Barbade - Bosnie-et-Herzégovine - Brésil - Brunéi - Canada - Chili - Colombie - Costa Rica - Dominique - Salvador - Géorgie - Grenade - Guatemala - Honduras - Hong Kong | - Israël - Japon - Kiribati - Macao - Malaisie - Îles Marshall - Maurice - Mexique - Micronésie - Moldavie - Monténégro - Nouvelle-Zélande - Nicaragua - Macédoine du Nord - Palaos - Panama - Paraguay - Pérou - Saint-Christophe-et-Niévès - Sainte-Lucie | - Saint-Vincent-et-les-Grenadines - Samoa - Serbie - Seychelles - Singapour - Îles Salomon - Corée du Sud - Taïwan - Timor oriental - Tonga - Trinité-et-Tobago - Tuvalu - Ukraine - Émirats arabes unis - Royaume-Uni - États-Unis - Uruguay - Vanuatu - Vénézuéla |  |

## Demande d'ETIAS
Les visiteurs devront remplir une demande en ligne, des frais de 7 euros seront exigés pour les personnes âgées de 18 à 70 ans. Le système devrait traiter automatiquement la grande majorité des demandes en recherchant dans les bases de données électroniques et fournir une réponse immédiate, mais dans certains cas limités, cela pourrait prendre jusqu'à 30 jours,. Si elle est approuvée, l'autorisation sera valable trois ans ou jusqu'à la date d'expiration du document de voyage si elle est antérieure.